# Ischnura demorsa
Ischnura demorsa är en trollsländeart som först beskrevs av Hagen 1861.  Ischnura demorsa ingår i släktet Ischnura och familjen dammflicksländor. Inga underarter finns listade i Catalogue of Life.